# NGC 5951
NGC 5951 é uma galáxia espiral barrada (SBc) localizada na direcção da constelação de Serpens. Possui uma declinação de +15° 00' 27" e uma ascensão recta de 15 horas, 33 minutos e 43,1 segundos.
A galáxia NGC 5951 foi descoberta em 19 de Março de 1787 por William Herschel.